# وكالة الطاقة الذرية اليابانية

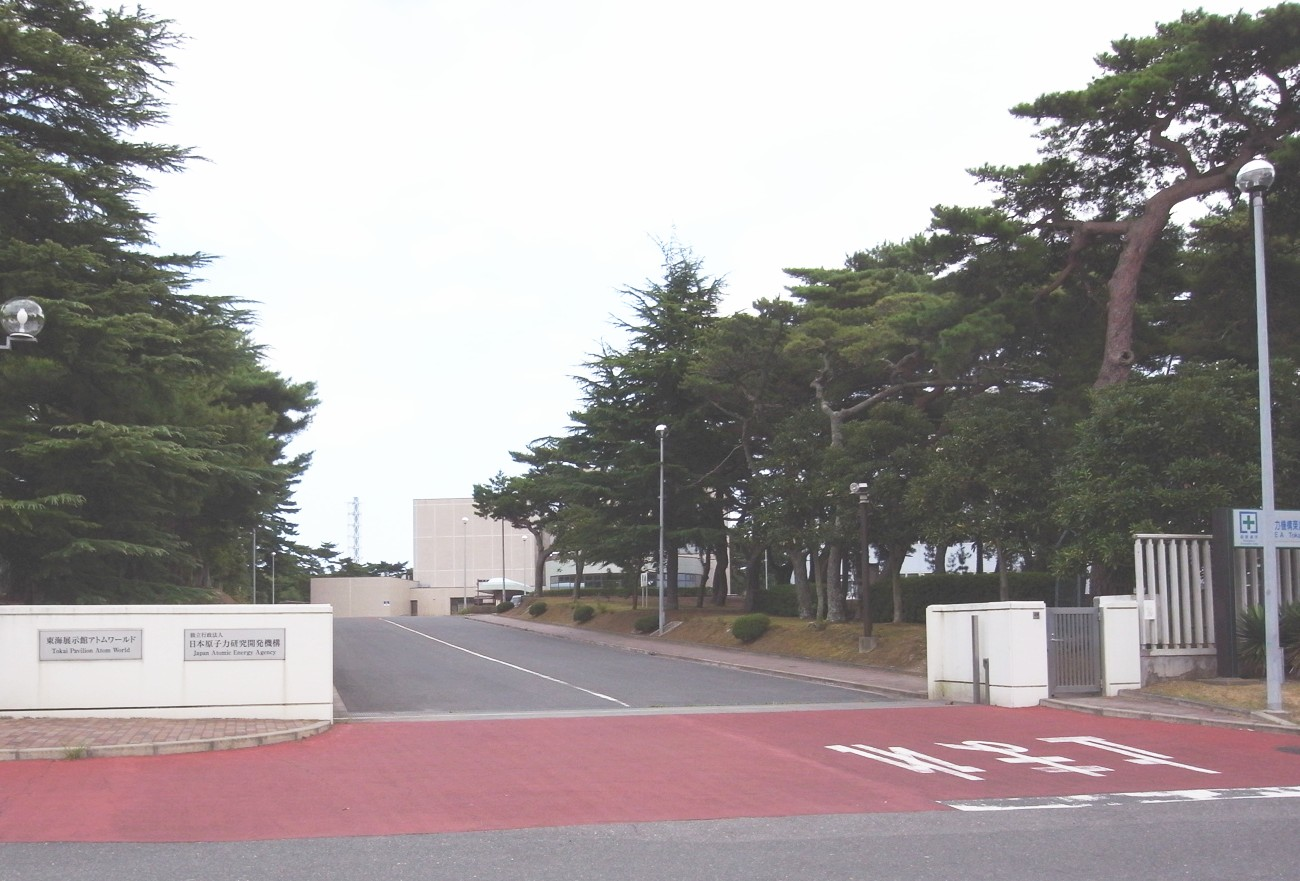

وكالة الطاقة الذرية اليابانية باللغة اليابانية (機構 原子 力 研究 開 発 発 機構 Nihon genshiryoku kenkyū kaihatsu kikō، JAEA) هي مؤسسة إدارية مستقلة تشكلت في 1 أكتوبر 2005 من خلال دمج منظمتين شبه دوليتين سابقتين.
في 10 أبريل 2007 انضمت  رسميا إلى تحالف مجموعة واشنطن الدولية، ومن المتوقع أن تكون الخبرة المكتسبة في مصنع التخصيب للطرد المركزي في روكاسو مساهمة من التحالف.
في 1 أبريل 2016  نقلت وكالة الطاقة الذرية اليابانية بعض مختبراتها إلى المعهد الوطني للعلوم الإشعاعية.

## التأسيس
- التأسيس: أكتوبر 2005
- القانون التأسيسي: قانون الوكالة اليابانية للطاقة الذرية (日本 原子 力 研究 開 発 機構 法)
- المقر: توكايمورا
- الموظفون الدائمون: 4386 شخص من أكتوبر 2005[2]

## المواقع والمرافق
فيما يلي قائمة غير كاملة لأنشطتها مرتبة حسب الموقع:

### مرافق توكايمورا
يوجد بالوكالة العديد من المرافق في توكايمورا اباراكي التي كانت أول مركز في اليابان للأبحاث النووية. حاليا توسعت الوكالة إلى العديد من المواقع الأخرى في المحافظة بالإضافة إلى كل اليابان.
- مركز توكاي R & D (東海 研究 開 発 セ ン タ ー)
- معهد بحوث العلوم النووية (原子 力 科学 研究所)
- مختبرات هندسة دورة الوقود النووي (核燃料 サ イ ク ル 工 学 研究所)
- يضم مجمع أبحاث مجمع بروتون اليابان (大 強度 陽 陽 子 加速器 計画 أو J-PARC للاختصار)
- مرافق أبحاث الجسيمات.

### مرافق تسوروغا
الوكالة لديه قاعدة رئيسة في تسوروغا بمحافظة فوكوي. وهو عبارة عن مركز مفاعل سريع التوليد ومركز للبحث والتطوير.

### مركزاوراي
يقع هذا المركز في بمحافظة إيباراكي على مقربة من توكايمورا ولكن ليس في نفس الموقع ويضم:
- مفاعل جويش
- مفاعل اليابان لاختبار المواد
- مفاعل اختبار الهندسة بدرجة الحرارة العالية
- مركز مراقبة التفاعلات البيئية
- متحف للأطفال.

### مركز الهندسة البيئية بنينغبو
هو مصنع لتكرير وتحويل اليورانيوم  فضلا عن مصنع لتخصيب الطرد المركزي في محافظة أوكاياما. يتعامل المركز مع قضايا الواجهة الأمامية لدورة الوقود النووي.

### مركز اوموري
مركز اوموري للبحث والتطوير يعمل مع أبحاث الاندماج خاصة معهد أبحاث تصميم مفاعل الاندماج ومعجل الجسيمات ومرفق اختبار إشعاعات المواد وتشمل المرافق  متحف ومرفق لمراقبة المحيط وإدارة النفايات المشعة.
كما تعمل الوكالة على التعاون وتوفير الدعم لأنشطة شركة اليابان للوقود النووي وايضاص إعادة المعالجة وتخصيب اليورانيوم.

### مركز هورونوب للأبحاث تحت الأرض
يقوم موقع هورونوب بإجراء الأبحاث والتطوير على دراسة علم الأرض الجيولوجية والتخلص الجيولوجي من النفايات المشعة عالية المستوى. ومن المتوقع أن يصبح هذا الموقع مستودع جيولوجي لليابان من أجل النفايات النووية.

### مركز تونو لعلوم الأرض
يقع المركز في محافظة جيفو.